# Torneo Maurice Revello de 2023
El Torneo Maurice Revello 2023 (oficialmente y en francés: 49ème Festival International "Espoirs" – Tournoi Maurice Revello) fue la 49ª edición de este torneo amistoso de selecciones juveniles que se disputa anualmente en Francia.

## Sistema de juego
- Participaron 12 equipos divididos en 3 grupos.
- En cada grupo, los equipos se enfrentaron todos contra todos en partidos de 90 minutos divididos en dos tiempos de 45 minutos cada uno.
- Si el partido quedaba en empate, ambas selecciones recibían un punto, y se definía por un punto extra en los penales, la selección victoriosa recibía otro punto, para un total de dos puntos.
- Los tres ganadores de grupo y el mejor segundo avanzaron a la fase final, mientras que el resto se enfrentaron entre ellos para determinar su clasificación final.

## Equipos participantes
| Equipos participantes  | Equipos participantes | Equipos participantes | Equipos participantes |
| ---------------------- | --------------------- | --------------------- | --------------------- |
| Arabia Saudita         | Francia               | Costa Rica            | Venezuela             |
| Australia              | México                | Panamá                | Catar                 |
| Selección Mediterránea | Marruecos             | Japón                 | Costa de Marfil       |

## Fase de grupos
Clasificado a la fase final
     Clasificado a la fase final como mejor segundo

### Grupo A
| Selección      | Pts. | PJ | PG | PE | PP | GF | GC | Dif |
| -------------- | ---- | -- | -- | -- | -- | -- | -- | --- |
| Francia        | 6    | 3  | 1  | 2  | 0  | 6  | 4  | 2   |
| Arabia Saudita | 5    | 3  | 0  | 3  | 0  | 2  | 2  | 0   |
| Venezuela      | 4    | 3  | 0  | 3  | 0  | 2  | 2  | 0   |
| Costa Rica     | 3    | 3  | 0  | 2  | 1  | 2  | 4  | -2  |

| 5 de junio de 2023 | Venezuela                                     | 1:1 (0:0) (3:4 p.)         | Costa Rica                              | Stade de Lattre-de-Tassigny, Aubagne |                             |
| 14:00 CEST         | Hernández 76'                                 | Reporte                    | Aguilera 71'                            | Árbitro(s): Daniel Portelli          | Árbitro(s): Daniel Portelli |
|                    |                                               | Tiros desde el punto penal |                                         |                                      |                             |
|                    | Alcócer · Ferro · Hernández · Chacón · Ortega |                            | Vargas · van der Putten · Zamora · Bran |                                      |                             |

| 5 de junio de 2023 | Francia                                                                    | 2:2 (1:2) (5:6 p.)         | Arabia Saudita                                                                                  | Stade de Lattre-de-Tassigny, Aubagne |                        |
| 17:30 CEST         | Aiki 8' · Tel 89'                                                          | Reporte                    | Maran 20' · Al-Nasser 39'                                                                       | Árbitra: Tess Olofsson               | Árbitra: Tess Olofsson |
|                    |                                                                            | Tiros desde el punto penal |                                                                                                 |                                      |                        |
|                    | Jacquet · Byar · Tel · Dacourt · Sarr · Bentoumi · Diakhon · Aradj · Gomis |                            | Al-Ghamdi · Al-Johani · Muhammad · Nasser · Radif · Alghamdi · Masoud · Al-Sebyani · Al-Sibyani |                                      |                        |

| 8 de junio de 2023 | Arabia Saudita                   | 0:0 (0:3 p.)               | Venezuela                       | Stade Honneur, Mallemort   |                            |
| 14:00 CEST         |                                  | Reporte                    |                                 | Árbitro(s): Moatasem Ahmed | Árbitro(s): Moatasem Ahmed |
|                    |                                  | Tiros desde el punto penal |                                 |                            |                            |
|                    | Al-Johani · Al Mosa · Al-Sayyali |                            | Alcócer · Pérez · Ferro · Vivas |                            |                            |

| 8 de junio de 2023 | Francia                         | 3:1 (1:1) | Costa Rica     | Stade Honneur, Mallemort    |                             |
| 17:30 CEST         | Housni 18' 56' · Ben Seghir 89' | Reporte   | Aguilera 45+2' | Árbitro(s): Daniel Portelli | Árbitro(s): Daniel Portelli |

| 11 de junio de 2023 | Arabia Saudita                                  | 0:0 (3:2 p.)               | Costa Rica                                                | Stade de Lattre-de-Tassigny, Aubagne |                              |
| 14:00 CEST          |                                                 | Reporte                    |                                                           | Árbitra: Marta Huerta de Aza         | Árbitra: Marta Huerta de Aza |
|                     |                                                 | Tiros desde el punto penal |                                                           |                                      |                              |
|                     | Al-Juwayr · Maran · Yahya · Al-Absi · Al-Ghamdi |                            | Vargas · van der Putten · Barahona · Hernández · Aguilera |                                      |                              |

| 11 de junio de 2023 | Francia                            | 1:1 (0:1) (3:2 p.)         | Venezuela                                   | Stade de Lattre-de-Tassigny, Aubagne |                                   |
| 17:30 CEST          | Tel 87'                            | Reporte                    | Romero 11'                                  | Árbitro(s): Konstantinos Perrakis    | Árbitro(s): Konstantinos Perrakis |
|                     |                                    | Tiros desde el punto penal |                                             |                                      |                                   |
|                     | Jacquet · Assoumani · Tel · Bahoya |                            | Aramburu · Ferro · Ruiz · Vivas · Guarirapa |                                      |                                   |

### Grupo B
| Selección              | Pts. | PJ | PG | PE | PP | GF | GC | Dif |
| ---------------------- | ---- | -- | -- | -- | -- | -- | -- | --- |
| Australia              | 7    | 3  | 2  | 1  | 0  | 5  | 2  | 3   |
| México                 | 6    | 3  | 2  | 0  | 1  | 6  | 3  | 3   |
| Selección Mediterránea | 3    | 3  | 1  | 0  | 2  | 4  | 5  | -1  |
| Catar                  | 2    | 3  | 0  | 1  | 2  | 0  | 5  | -5  |

| 6 de junio de 2023 | Catar                                             | 0:0 (4:3 p.)               | Australia                                        | Stade de Lattre-de-Tassigny, Aubagne |                          |
| 14:00 CEST         |                                                   | Reporte                    |                                                  | Árbitra: Ivana Martinčić             | Árbitra: Ivana Martinčić |
|                    |                                                   | Tiros desde el punto penal |                                                  |                                      |                          |
|                    | Ali Al Rawi · Shanan Hamza · Al Saeed · Al-Yazidi |                            | Botic · Teague · D'Arrigo · Rawlins · Nieuwenhof |                                      |                          |

| 6 de junio de 2023 | Selección Mediterránea | 1:2 (0:0) | México                    | Stade de Lattre-de-Tassigny, Aubagne |                            |
| 17:30 CEST         | Lasne 57'              | Reporte   | Monroy 48' · Jurado 90+4' | Árbitro(s): Moatasem Ahmed           | Árbitro(s): Moatasem Ahmed |

| 9 de junio de 2023 | Australia                      | 3:2 (2:2) | Selección Mediterránea | Stade Honneur, Mallemort |                        |
| 14:00 CEST         | Velupillay 6' 21' · Teague 85' | Reporte   | Mandefu 27' · Théo 42' | Árbitra: Tess Olofsson   | Árbitra: Tess Olofsson |

| 9 de junio de 2023 | México                                           | 4:0 (0:0) | Catar | Stade Honneur, Mallemort          |                                   |
| 17:30 CEST         | Trigos 56' · Juárez 68' · Martínez Dupuy 72' 73' | Reporte   |       | Árbitro(s): Konstantinos Perrakis | Árbitro(s): Konstantinos Perrakis |

| 12 de junio de 2023 | México | 0:2 (0:0) | Australia                | Stade de Lattre-de-Tassigny, Aubagne |                        |
| 14:00 CEST          |        | Reporte   | Botic 50' · François 87' | Árbitro(s): Karim Abed               | Árbitro(s): Karim Abed |

| 12 de junio de 2023 | Selección Mediterránea | 1:0 (1:0) | Catar | Stade de Lattre-de-Tassigny, Aubagne |                             |
| 17:30 CEST          | Djahafi 41'            | Reporte   |       | Árbitro(s): Daniel Portelli          | Árbitro(s): Daniel Portelli |

### Grupo C
| Selección       | Pts. | PJ | PG | PE | PP | GF | GC | Dif |
| --------------- | ---- | -- | -- | -- | -- | -- | -- | --- |
| Panamá          | 6    | 3  | 1  | 2  | 0  | 4  | 2  | 2   |
| Costa de Marfil | 5    | 3  | 1  | 1  | 1  | 3  | 3  | 0   |
| Marruecos       | 4    | 3  | 1  | 1  | 1  | 3  | 3  | 0   |
| Japón           | 3    | 3  | 1  | 0  | 2  | 3  | 5  | -2  |

| 7 de junio de 2023 | Japón                  | 2:1 (0:0) | Marruecos   | Stadio Parsemain, Fos-sur-Mer |                              |
| 14:00 CEST         | Uchino 73' · Ishii 82' | Reporte   | Raihani 64' | Árbitra: Marta Huerta de Aza  | Árbitra: Marta Huerta de Aza |

| 7 de junio de 2023 | Costa de Marfil                              | 1:1 (1:0) (5:3 p.)         | Panamá                               | Stadio Parsemain, Fos-sur-Mer |                        |
| 17:30 CEST         | Fofana 12'                                   | Reporte                    | Bernal 90+1'                         | Árbitro(s): Karim Abed        | Árbitro(s): Karim Abed |
|                    |                                              | Tiros desde el punto penal |                                      |                               |                        |
|                    | Koffi · Konaté · N'Guessan · Sodogo · Fofana |                            | Hinds · Tejeda · Contreras · Perdomo |                               |                        |

| 10 de junio de 2023 | Japón | 0:2 (1:0) | Panamá                      | Stadio Parsemain, Fos-sur-Mer |                          |
| 14:00 CEST          |       | Reporte   | Orelien 75' · Perdomo 90+7' | Árbitra: Ivana Martinčić      | Árbitra: Ivana Martinčić |

| 10 de junio de 2023 | Costa de Marfil | 0:1 (0:1) | Marruecos     | Stadio Parsemain, Fos-sur-Mer |                        |
| 17:30 CEST          |                 | Reporte   | El Jebari 22' | Árbitro(s): Karim Abed        | Árbitro(s): Karim Abed |

| 13 de junio de 2023 | Japón        | 1:2 (1:1) | Costa de Marfil        | Stadio Parsemain, Fos-sur-Mer  |                                |
| 14:00 CEST          | Yukutomo 20' | Reporte   | Koffi 11' · Konaté 57' | Árbitro(s): Moatasem Al Mazyed | Árbitro(s): Moatasem Al Mazyed |

| 13 de junio de 2023 | Panamá                                                                                    | 1:1 (0:1) (9:8 p.)         | Marruecos                                                                                     | Stadio Parsemain, Fos-sur-Mer     |                                   |
| 17:30 CEST          | Orelien 67'                                                                               | Reporte                    | Raihani 11'                                                                                   | Árbitro(s): Konstantinos Perrakis | Árbitro(s): Konstantinos Perrakis |
|                     |                                                                                           | Tiros desde el punto penal |                                                                                               |                                   |                                   |
|                     | Hinds · Fields · Bernal · Fariña · Jones · Véliz · Matos · Perdomo · Pérez · Carrasquilla |                            | Raihani · Arhoun · Radid · Bensaad · Soussi · Et-Taïbi · Ergouai · Lantaki · Azrour · Bentayg |                                   |                                   |

### Tabla de segundos lugares
| Selección       | Pts. | PJ | PG | PE | PP | GF | GC | Dif |
| --------------- | ---- | -- | -- | -- | -- | -- | -- | --- |
| México          | 6    | 3  | 2  | 0  | 1  | 6  | 3  | 3   |
| Costa de Marfil | 5    | 3  | 1  | 1  | 1  | 3  | 3  | 0   |
| Arabia Saudita  | 5    | 3  | 0  | 3  | 0  | 2  | 2  | 0   |

## Partidos de clasificación
Los equipos eliminados jugaron otro encuentro para determinar su clasificación final en la competencia.

### Undécimo puesto
| 15 de junio de 2023 | Costa Rica                   | 2:4 (0:1) | Catar                                  | Stade des Molières, Miramas       |                                   |
| 14:00 CEST          | Rodríguez 77' · Barahona 83' | Reporte   | Ali 20' 58' · Madjer 66' · Al Rawi 69' | Árbitro(s): Konstantinos Perrakis | Árbitro(s): Konstantinos Perrakis |

### Noveno puesto
| 15 de junio de 2023 | Selección Mediterránea                                        | 3:3 (0:2) (7:6 p.)         | Japón                                                           | Stade des Molières, Miramas |                            |
| 18:00 CEST          | Djahafi 57' · Dahmani 66' · Barry 90+8'                       | Reporte                    | Ishii 4' 45+1' · Yukutomo 67'                                   | Árbitro(s): Moatasem Ahmed  | Árbitro(s): Moatasem Ahmed |
|                     |                                                               | Tiros desde el punto penal |                                                                 |                             |                            |
|                     | Khetir · Djahafi · Trinker · Dahmani · Mendy · Okyere · Lasne |                            | Uchino · Yukutomo · Hatano · Kuwahara · Ikeda · Hayakawa · Kita |                             |                            |

### Séptimo puesto
| 15 de junio de 2023 | Marruecos   | 1:0 (0:0) | Venezuela | Stade Fernand-Fournier, Arlés |                        |
| 14:00 CEST          | Bensaad 50' | Reporte   |           | Árbitro(s): Karim Abed        | Árbitro(s): Karim Abed |

### Quinto puesto
| 15 de junio de 2023 | Costa de Marfil                     | 3:1 (1:0) | Arabia Saudita | Stade Fernand-Fournier, Arlés |                             |
| 18:00 CEST          | Sogodogo 8' · Toure 73' · Koffi 87' | Reporte   | Maran 83'      | Árbitro(s): Daniel Portelli   | Árbitro(s): Daniel Portelli |

## Fase final

### Cuadro de desarrollo
|  | Semifinales         | Semifinales         |   |                     | Final               | Final |  |
|  |                     |                     |   |                     |                     |       |  |
|  | 16 de junio de 2023 |                     |   |                     |                     |       |  |
|  | Australia           | 1                   |   |                     |                     |       |  |
|  | Panamá              | 2                   |   |                     |                     |       |  |
|  |                     |                     |   |                     |                     |       |  |
|  |                     |                     |   |                     | 18 de junio de 2023 |       |  |
|  |                     |                     |   |                     | Panamá              | 4     |  |
|  |                     | México              | 1 |                     |                     |       |  |
|  |                     |                     |   |                     |                     |       |  |
|  |                     |                     |   |                     |                     |       |  |
|  |                     |                     |   |                     | Tercer lugar        |       |  |
|  | 16 de junio de 2023 | 16 de junio de 2023 |   | 18 de junio de 2023 | 18 de junio de 2023 |       |  |
|  | Francia             | 2 (3)               |   | Francia             | 0                   |       |  |
|  | México              | 2 (4)               |   |                     | Australia           | 2     |  |

### Semifinales
| 16 de junio de 2023 | Australia | 1:2 (1:1) | Panamá                      | Stade d'Honneur, Salon-de-Provence |                        |
| 14:30 CEST          | Botic 18' | Reporte   | Contreras 38' · Perdomo 88' | Árbitra: Tess Olofsson             | Árbitra: Tess Olofsson |

| 16 de junio de 2023 | Francia                                    | 2:2 (1:1) (3:4 p.)         | México                                            | Stade d'Honneur, Salon-de-Provence |                              |
| 18:00 CEST          | Seghir 39' · Tel 52'                       | Reporte                    | Guerrero 31' · García 47'                         | Árbitra: Marta Huerta de Aza       | Árbitra: Marta Huerta de Aza |
|                     |                                            | Tiros desde el punto penal |                                                   |                                    |                              |
|                     | Jacquet · Seghir · Aiki · Housni · Dacourt |                            | Martínez Dupuy · Juárez · García · Flores · Pérez |                                    |                              |

### Tercer lugar
| 18 de junio de 2023 | Francia | 0:2 (0:2) | Australia                    | Stade d'Honneur, Salon-de-Provence |                          |
| 14:30 CEST          |         | Reporte   | Hollman 29' · D'Arrigo 45+3' | Árbitra: Ivana Martinčić           | Árbitra: Ivana Martinčić |

### Final
| 18 de junio de 2023 | Panamá                                           | 4:1 (1:0) | México     | Stade d'Honneur, Salon-de-Provence |                        |
| 18:00 CEST          | Hinds 41' · Bernal 50' · Lenis 59' · Orelien 75' | Reporte   | Jurado 81' | Árbitro(s): Karim Abed             | Árbitro(s): Karim Abed |

|                            |
| Bandera de Panamá          |
| Campeón Panamá 1.er título |

## Estadísticas

### Goleadores
| Jugador             | Selección              | Goles |
| ------------------- | ---------------------- | ----- |
| Hisatsugu Ishii     | Japón                  | 3     |
| Mathys Tel          | Francia                | 3     |
| Ángel Orelien       | Panamá                 | 3     |
| Toki Yukutomo       | Japón                  | 2     |
| Ilyes Housni        | Francia                | 2     |
| Eliesse Ben Seghir  | Francia                | 2     |
| Reyniel Perdomo     | Panamá                 | 2     |
| José Eduardo Bernal | Panamá                 | 2     |
| Noah Botic          | Australia              | 2     |
| Nishan Velupillay   | Australia              | 2     |
| Brandon Aguilera    | Costa Rica             | 2     |
| Luca Martínez Dupuy | México                 | 2     |
| Heriberto Jurado    | México                 | 2     |
| Abde Raihani        | Marruecos              | 2     |
| Khaled Ali          | Catar                  | 2     |
| N'dri Koffi         | Costa de Marfil        | 2     |
| Mohammed Maran      | Arabia Saudita         | 2     |
| Sofiane Djahafi     | Selección Mediterránea | 2     |

### Once ideal
| Portero      | Defensores                                                  | Mediocampistas                                  | Delanteros                                |
| ------------ | ----------------------------------------------------------- | ----------------------------------------------- | ----------------------------------------- |
| Mohamed Koné | Zakaria Hawsawi Joshua Rawlins Ramón Juárez Reyniel Perdomo | Benjamín Galdames Ángel Orelien Santiago Trigos | Illes Ziani Mathys Tel Eliesse Ben Seghir |